# (3298) Massandra
(3298) Massandra est un astéroïde de la ceinture principale.

## Description
(3298) Massandra est un astéroïde de la ceinture principale. Il fut découvert le 21 juillet 1979 à Naoutchnyï par Nikolaï Tchernykh. Il présente une orbite caractérisée par un demi-grand axe de 2,35 UA, une excentricité de 0,19 et une inclinaison de 2,6° par rapport à l'écliptique.

## Compléments